# Karin Boven
Karin Maria Boven (* 27. November 1963 in Amsterdam) ist eine niederländische Kulturanthropologin (Surinamistin) und Diplomatin. Sie war von 2017 bis 2020 niederländische Botschafterin im Sudan und von 2020 bis 2024 in Uganda.

## Leben
Karin Boven absolvierte ihre Hochschulreife 1982 an der Melanchthon Schiebroek, einer christlichen Vwo in Rotterdam. An der Universität Utrecht machte sie 1988 einen Master in Kulturanthropologie.
Von 1990 bis 2001 hielt sie sich zur Feldforschung bei den Wayana in Suriname, Französisch-Guayana und Brasilien auf, dazu war sie von 1995 bis 2001 von Paramaribo aus Beraterin in der Entwicklungszusammenarbeit und im Naturmanagement für unter anderem die Entwicklungshilfeorganisation Cordaid sowie für Oxfam Novib, die Stiftung Mama Cash, UNICEF, die Interamerikanische Entwicklungsbank (IDB), die Europäische Union, den WWF und die Ernährungs- und Landwirtschaftsorganisation der Vereinten Nationen (FAO).
Von 1995 bis 2012 war sie Redaktionsmitglied von OSO, einer Zeitschrift für Surinamistik.
An der Universität Utrecht wurde sie 2006 promoviert zum Thema „Überleben in einem Grenzgebiet. Veränderungsprozesse bei den Wayana in Suriname und Französisch-Guayana“. Im Rahmen ihrer Promotionsvorbereitung war sie von 2001 bis 2002 wissenschaftliche Mitarbeiterin am Koninklijk Instituut voor Taal-, Land- en Volkenkunde (KITLV) in Leiden. Von 2001 bis 2003 war sie dazu Programmbeauftrage für das Hochschulprogramm der Organisation Nuffic in Den Haag.
Sie ist verheiratet und hat einen Sohn und eine Tochter.

## Diplomatischer Werdegang
In den auswärtigen Dienst trat sie 2003 ein. Im Ministerie van Buitenlandse Zaken hatte sie kurze Auslandseinsätze in Bratislava und London und war von 2013 bis 2014 Leiter Entwicklungszusammenarbeit in Kabul, dort von 2014 bis 2015 zusätzlich stellvertretende Leiterin der Botschaft in Afghanistan. Zurück in den Niederlanden war sie von 2015 bis 2017 Koordinatorin in der für die Syrien-Krise zuständigen Abteilung.
Als Botschafterin wurde sie 2017 als Nachfolgerin von Susan Blankhart nach Khartum entsandt. Als niederländische Botschafterin im Sudan war sie mitakkreditiert für die Zentralafrikanische Republik, Eritrea und den Tschad. Seit 2020 ist sie Botschafterin in Uganda. Von Kampala wechselt sie 2024 in den Kosovo, dort als Nachfolgerin von Carin Lobbezoo.

## Schriften
- Vrouwelijke ondernemers in Suriname: een profielschets. Culconsult, Paramaribo 1998.
- Religieuze specialisten. Stichting Instituut ter Bevordering van de Surinamistiek, Utrecht 1999.
- Beyond Samuwaka: A History of the Trio Peoples. Amazon Conversation Team, Arlington 2001, ISBN 978-9991465005.
- als Herausgeberin mit Jun Morohashi: Best practices using indigenous knowledge. Nuffic, Den Haag 2002, ISBN 90-5464-032-4.
- Overleven in een grensgebied. Veranderingsprocessen bij de Wayana in Suriname en Frans-Guyana. Rozenberg Publishers, Amsterdam 2006, ISBN 978-90-5170-621-5. [Bronnen voor de studie van Suriname, Band 26]